# Sperlingskäuze

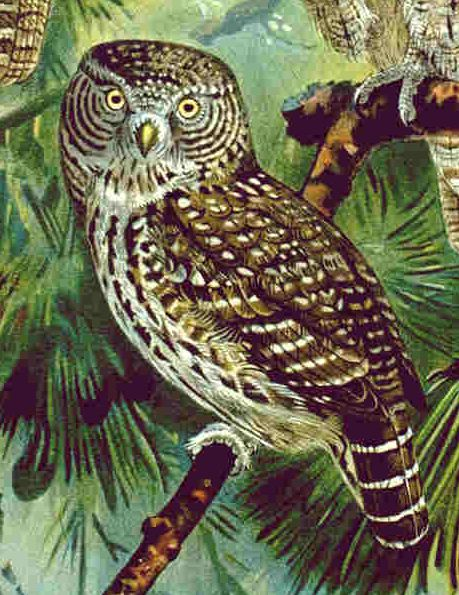
Sperlingskauz (Glaucidium passerinum)

Die Sperlingskäuze (Glaucidium) sind eine Gattung der Eigentlichen Eulen (Strigidae). Die Gattung enthält etwa 30 Arten, die weltweit verbreitet sind. Es handelt sich um meist kleine Eulen. Die meisten Sperlingskauz-Arten sind nachtaktiv und jagen vor allem große Insekten und andere kleine Beutetiere. In Mitteleuropa lebt nur der namensgebende Sperlingskauz (Glaucidium passerinum).

## Arten
Die folgende Liste stellt die einzelnen Arten der Sperlingskäuze vor.
- Palmenzwergkauz (Glaucidium palmarum)
- Kastanienmantel-Zwergkauz (Glaucidium (Taenioglaux) castanotum)
- Dschungelzwergkauz (Glaucidium (Taenioglaux) radiatum)
- Albertzwergkauz (Glaucidium albertinum)
- Bolivienzwergkauz (Glaucidium bolivianum)
- Brasilzwergkauz (Glaucidium brasilianum)
- Wachtelzwergkauz (Glaucidium brodiei)
- Kalifornienzwergkauz (Glaucidium californicum)
- Kapzwergkauz (Glaucidium capense)
- Kastanienzwergkauz (Glaucidium castaneum)
- Trillerzwergkauz (Glaucidium castanopterum)
- Guatemalazwergkauz (Glaucidium cobanense)
- Costa-Rica-Zwergkauz (Glaucidium costaricanum)
- Kuckuckszwergkauz (Glaucidium cuculoides)
- Gnomenzwergkauz (Glaucidium gnoma)
- Graukopf-Zwergkauz (Glaucidium griseiceps)
- Amazonaszwergkauz (Glaucidium hardyi)
- Hoskinszwergkauz (Glaucidium hoskinsii)
- Andenzwergkauz (Glaucidium jardinii)
- Kleinstzwergkauz (Glaucidium minutissimum) = Sick-Zwergkauz (Glaucidium sicki) (neue Kombination) nach König & Weick (2008)
- Pernambuco-Zwergkauz (Glaucidium mooreorum) = Glaucidium minutissimum (neue Kombination) nach König & Weick (2008)
- Australzwergkauz (Glaucidium nana)
- Nebelzwergkauz (Glaucidium nubicola)
- Parkerzwergkauz (Glaucidium parkeri)
- Sperlingskauz (Glaucidium passerinum)
- Perlzwergkauz (Glaucidium perlatum)
- Peruzwergkauz (Glaucidium peruanum)
- Sanchezzwergkauz (Glaucidium sanchezi)
- Kubazwergkauz (Glaucidium siju)
- Prachtzwergkauz (Glaucidium sjostedti)
- Rotbrust-Zwergkauz (Glaucidium tephronotum)
- Chaco-Sperlingskauz (Glaucidium tucumanum)